# Procambarus talpoides
Procambarus talpoides är en kräftdjursart som beskrevs av Hobbs 1981. Procambarus talpoides ingår i släktet Procambarus och familjen Cambaridae. IUCN kategoriserar arten globalt som livskraftig. Inga underarter finns listade i Catalogue of Life.